# Expedice 55
Expedice 55 byla pětapadesátou expedicí na Mezinárodní vesmírné stanici (ISS). Byla šestičlenná, tři členové přešli z Expedice 54, zbývající trojice na ISS přiletěla v Sojuzu MS-08. Trvala od 27. února 2018 do 3. června 2018.
Sojuz MS-07 a Sojuz MS-08 expedici sloužily jako záchranné lodě.

## Posádka
| Posádka         | 1.část (únor–březen 2018)            | 2.část (březen–červen 2018)          |
| --------------- | ------------------------------------ | ------------------------------------ |
| Velitel         | Anton Škaplerov (3), Roskosmos (CPK) | Anton Škaplerov (3), Roskosmos (CPK) |
| Palubní inženýr | Scott Tingle (1), NASA               | Scott Tingle (1), NASA               |
| Palubní inženýr | Norišige Kanai (1), JAXA             | Norišige Kanai (1), JAXA             |
| Palubní inženýr |                                      | Oleg Artěmjev (2), Roskosmos         |
| Palubní inženýr |                                      | Andrew Feustel (3), NASA             |
| Palubní inženýr |                                      | Richard Arnold (2), NASA             |

V závorkách je uveden dosavadní počet letů do vesmíru včetně této mise.
Zdroj pro tabulku: ASTROnote.
Záložní posádka:
- Sergej Prokopjev, Roskosmos (CPK)
- Alexander Gerst, ESA
- Jeanette Eppsová, NASA
- Alexej Ovčinin, Roskosmos (CPK)
- Nick Hague, NASA

## Zajímavosti
Andrew Feustel si na stanici přivezl i reprodukci kresby Měsíční krajina českého židovského chlapce Petra Ginze.
Kresbu měl sebou už 15 let před tím Ilan Ramon při misi STS-107 raketoplánu Columbia, let však při návratu skončil katastrofou.